# لینییر دومینگز
لِینی‌یِر دومینگِز پرز (اسپانیایی: Leinier Domínguez Pérez‎؛ زادهٔ ۲۳ سپتامبر ۱۹۸۳ در هاوانا)، استادبزرگ شطرنج اهل کوبا است، که از دسامبر ۲۰۱۸ در مسابقات بین‌المللی با پرچم آمریکا شرکت می‌کند.
او قهرمان مسابقات شطرنج کوبا در سالهای ۲۰۰۲، ۲۰۰۳، ۲۰۰۶ و ۲۰۱۲ میلادی است. دومینگز در مسابقات قهرمانی شطرنج جهان در سال ۲۰۰۴، تا مرحلهٔ یک چهارم نهایی پیش رفت.
بهترین نتیجه را در سال ۲۰۰۶ میلادی در مسابقات بارسلونا کسب کرد. در این مسابقات او با امتیاز ۹/۸ از واسیلی ایوانچوک، با رتبه‌بندی ۲۹۳۲، پیشی گرفت و به مقام اول رسید.
در سال ۲۰۰۸ میلادی او قهرمان چهل و سومین تورنمنت شطرنج جام یادبود کاپابلانکا شد. در همین سال برای قهرمانی در جشنواره شطرنج بیل در سوئیس، با یوگنی الکسیو روبرو شد (دومینگز در نهایت با پوئن‌شکنی، ۶٫۵/۱۰ به او باخت) و بالاتر از ماگنوس کارلسن جای گرفت.
در ۸ نوامبر ۲۰۰۸، او قهرمانی مسابقات بلیتس جهان را با ۱۱٫۵ از ۱۵ امتیاز، در آلماتی قزاقستان به‌دست‌آورد و بالاتر از واسیلی ایوانچوک، پیوتر سویدلر، الکساندر گریشچوک و بسیاری دیگر از استادبزرگان شطرنج قرار گرفت.